# Jacobsenia
Jacobsenia là chi thực vật có hoa trong họ Aizoaceae.